# Klemmeinheit

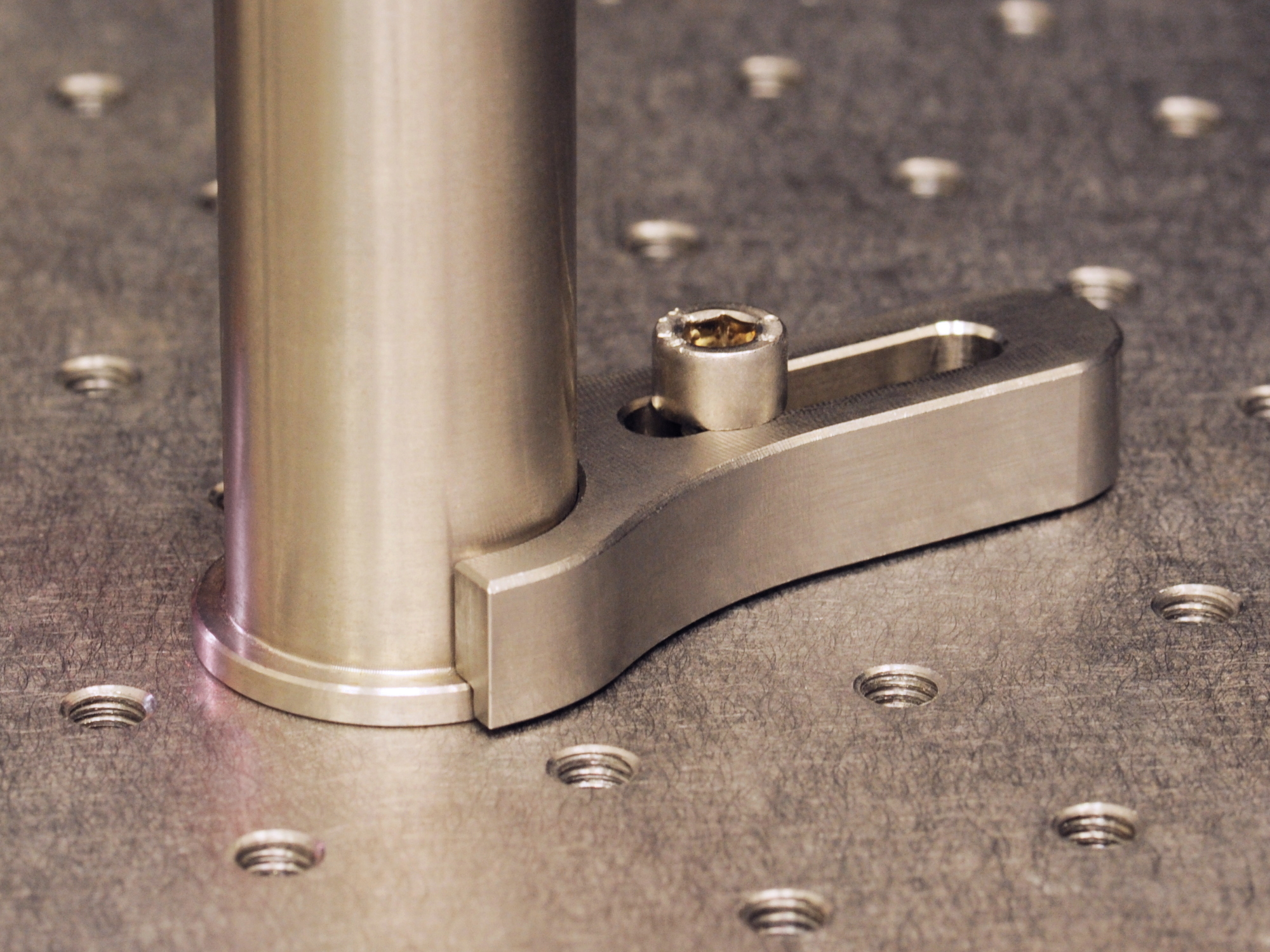
Starre Klemmeinheit an einem optischen Präzisionstisch (2016)

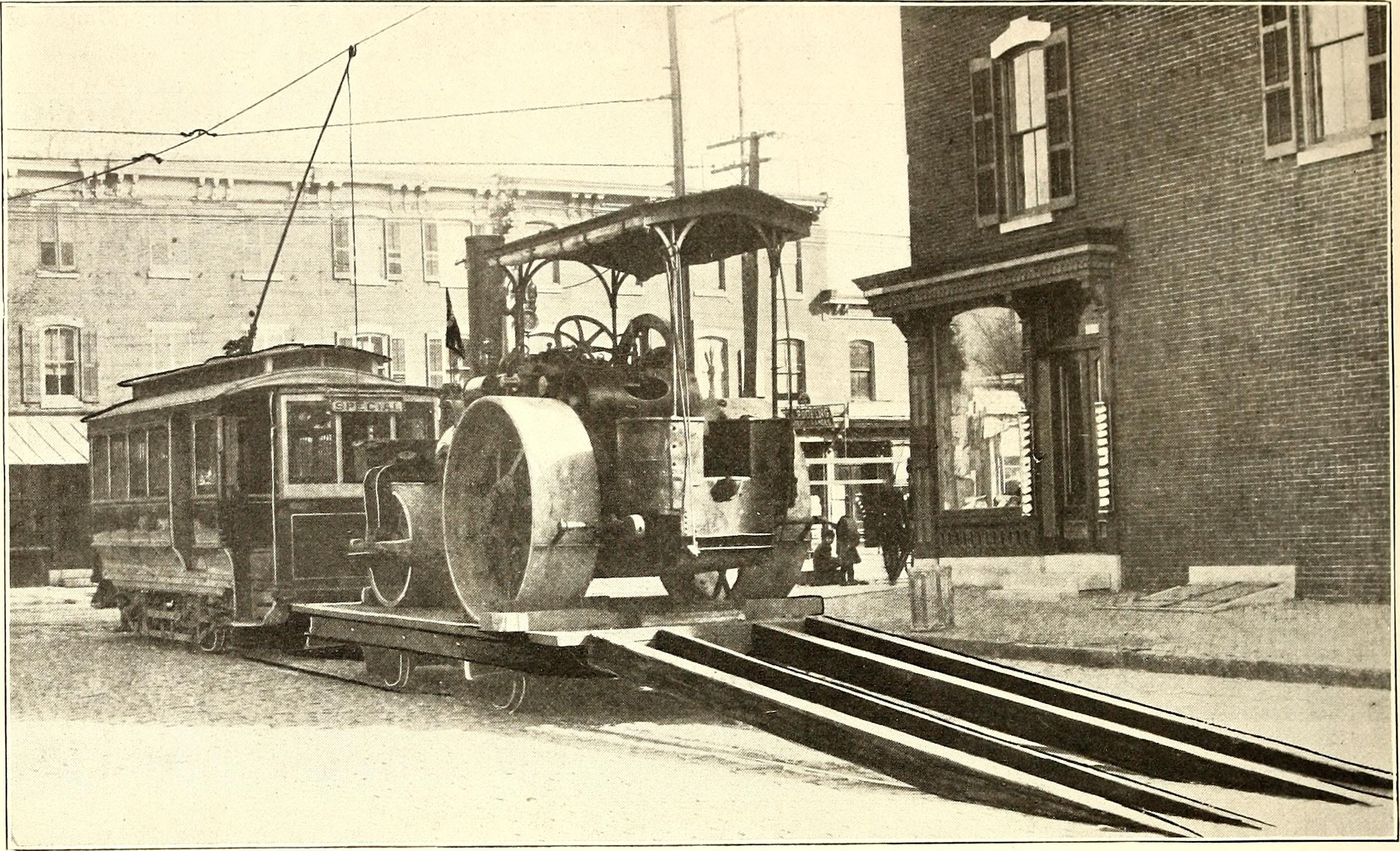
Klemmeinheit an einer Dampfwalze gegen unbeabsichtigtes Wegrollen beim Transport (um 1900)

Pneumatischer 90°-Klemmblock (Animation)

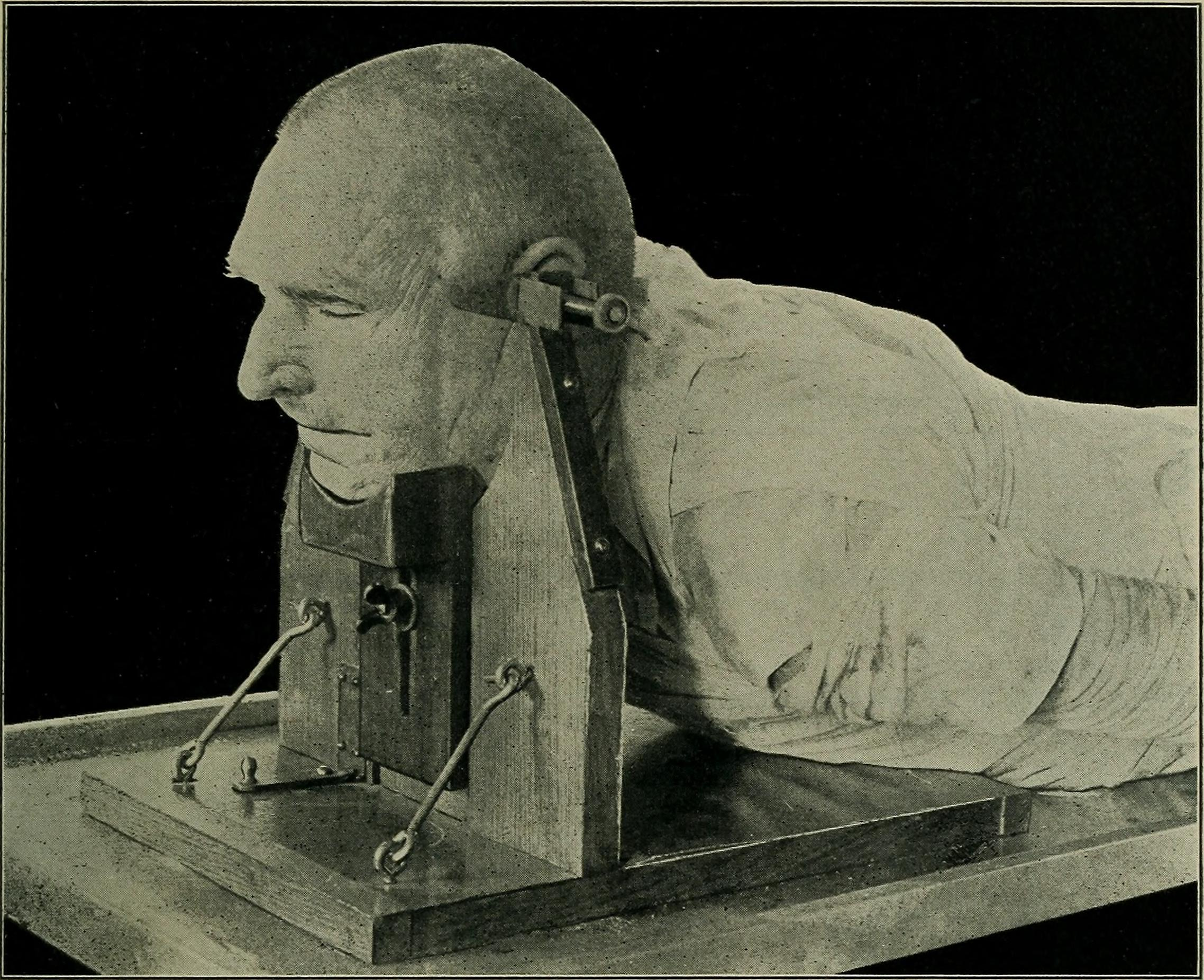
Medizinische Klemmeinheit in der Pathologie (um 1900)

Klemmeinheiten werden in allen technischen Bereichen verwendet, um Objekte, Bauteile, Werkstücke oder Examinate sicher zu fixieren.

## Geschichte
Früheste Klemmeinheiten finden sich in der Uhrmacherei des 16. Jahrhunderts, als es notwendig wurde, kleinste Bauteile mit einer Genauigkeit <0,1 mm zu fixieren.

## Funktion
Folgende Zustände kann eine Klemmeinheit aufweisen:
- Gelöster Zustand: Das Objekt ist frei beweglich und kann in die gewünschte Lage bewegt werden.
- Gesicherter Zustand: Das Objekt ist fixiert und kann bearbeitet werden.

## Einsatzgebiete

### Schifffahrt
In der Schifffahrt dienen Klemmeinheiten dazu, die Heck- und Bugklappen von Fähren sicher zu verschließen.

### Luftfahrt
In der Luftfahrt kommen Klemmeinheiten vor allem in Flugsimulatoren zum Einsatz, um möglichst reale Bedingungen herzustellen. So lassen sich etwa verschiedene Umweltbedingungen authentischer simulieren, um angehende Piloten hinsichtlich ihrer physischen und mentalen Belastbarkeit bestmöglich zu prüfen und zu bewerten.

### Bahnfahrt
Auch bei Wartungsarbeiten an Zügen wird auf pneumatische Klemmeinheiten zurückgegriffen, wodurch deren Position unverändert bleibt, bis die Wartungen oder auch Reparaturen vollständig abgeschlossen sind.

### Medizin
Bei Operationen, in der Therapie und in der Pathologie.